# Campeonato Mundial de Piragüismo en Eslalon de 1959
El VI Campeonato Mundial de Piragüismo en Eslalon se celebró en Ginebra (Suiza) entre el 26 y el 27 de julio de 1959 bajo la organización de la Federación Internacional de Piragüismo (ICF) y la Federación Suiza de Piragüismo.
Las competiciones se realizaron en el canal de piragüismo en eslalon acondicionado en el río Arve, al este de la ciudad helvética.

## Medallistas

### Masculino
| Evento         | Oro | Plata | Bronce                                                                                          |
| -------------- | --- | --- | ----------------------------------------------------------------------------------------------- |
| F1 individual  | Paul Farrant Reino Unido 335 pts.                                                                          | Eberhard Gläser RDA 344 pts.                                                                               | Heinz Bielig RDA 395 pts.                                                                       |
| C1 individual  | Vladimír Jirásek Checoslovaquia 421                                                                        | Manfred Schubert RDA 453                                                                                   | Karl-Heinz Wozniak RDA 470                                                                      |
| C2 individual  | Dieter Friedrich Horst Kleinert RDA 395                                                                    | Václav Havel Josef Hendrych Checoslovaquia 446                                                             | Dieter Göthe Lothar Schubert RDA 448                                                            |
| F1 por equipos | Eberhard Gläser Heinz Bielig Günther Möbius RDA 529                                                        | Jan Pára Vladimír Cibák Zdeněk Košťál Checoslovaquia 614                                                   | Manfred Vogt Georg Samhuber Werner Vogler RFA 653                                               |
| C1 por equipos | Luděk Beneš Václav Janovský Vladimír Jirásek Checoslovaquia 772                                            | Karl-Heinz Wozniak Gert Kleinert Manfred Schubert RDA 872                                                  | Roland Bardet · Jean-Claude Tochon · Marcel Roth · Suiza · 1078                                 |
| C2 por equipos | RDA Dieter Friedrich / Horst Kleinert Dieter Göthe / Lothar Schubert Manfred Glöckner / Rudolf Seifert 664 | Checoslovaquia Miroslav Čihák / Vladimír Lánský Václav Havel / Josef Hendrych Milan Horyna / Milan Kný 811 | Suiza · Charles Dussuet / Henri Kadrnka · Enz / Hiltbrand · Jean Pessina / Robert Zürcher · 912 |

### Femenino
| Evento         | Oro                                               | Plata                     | Bronce                    |
| -------------- | ------------------------------------------------- | ------------------------- | ------------------------- |
| F1 individual  | Hilde Urbaniak RFA 589 s                          | Anneliese Bauer RDA 597 s | Inge Walthemate RFA 627 s |
| F1 por equipos | Ursula Gläser Eva Setzkorn Elfriede Hugo RDA 1104 | —                         | —                         |

### Mixto
| Evento        | Oro                                   | Plata                                    | Bronce                                     |
| ------------- | ------------------------------------- | ---------------------------------------- | ------------------------------------------ |
| C2 individual | Rita Behrend Manfred Merkel RDA 610 s | Margitta Troger Günther Merkel RDA 810 s | Ellen Krügel Siegfried Seidemann RDA 849 s |

## Medallero
| Núm. | País           | Oro | Plata | Bronce | Total |
| ---- | -------------- | --- | ----- | ------ | ----- |
| 1    | RDA            | 5   | 5     | 4      | 14    |
| 2    | Checoslovaquia | 2   | 3     | 0      | 5     |
| 3    | RFA            | 1   | 0     | 2      | 3     |
| 4    | Reino Unido    | 1   | 0     | 0      | 1     |
| 5    | Suiza          | 0   | 0     | 2      | 2     |
|      | TOTAL          | 9   | 8     | 8      | 25    |